# Frederik Abrahamson
Ne doit pas être confondu avec Werner Abrahamson.
Werner Hans Frederik Abrahamson, dit Frederik Abrahamson (29 octobre 1822 à Copenhague - 9 février 1911) est un officier et homme politique danois.

## Biographie

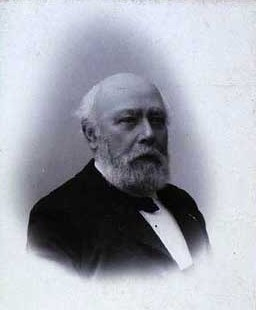
Frederik Abrahamson en 1899, photographie de Regnar Jensen.

### Famille
Frederik Abrahamson naît le 29 octobre 1822 à Copenhague, il est le fils de Joseph Abrahamson, et le petit fils de Werner Abrahamson. Il épouse le 31 octobre 1854 à Nødebo Nina Sophie Frederikke Paulsen (1835-1906), sœur de Johannes Paulsen (da). Il meurt le 7 février 1911 à l'âge de 88 ans, de vieillesse et d'une fracture du fémur. 

### Carrière militaire
Il se lance dans une carrière militaire, devient lieutenant en 1839, premier lieutenant en 1846, capitaine et adjudant à l'état-major général en 1848, lieutenant-colonel en 1852, major en 1855, commandant du télégraphe de guerre en 1863 et enfin colonel en 1864 lors de sa démobilisation. Il participe à la première guerre de Schleswig puis à la guerre des Duchés.

### Carrière politique
Il est membre du folketing, le parlement danois, de 1856 à 1857, membre du conseil municipal de Copenhague de 1856 à 1870 et conseiller du quatrième arrondissement de 1870 à 1900.

## Distinctions
- Médaille commémorative de la guerre 1848-1850 et de la guerre de 1864